# 1961-1962シーズンのNBA
1961-1962シーズンのNBAは、NBAの16回目のシーズンである。シーズンは1961年10月19日に始まり、1962年4月18日に全日程が終了した。

## シーズン前

### 明るい展望
冬の1950年代を過ごしたNBAは、ショットクロックの導入、カレッジ・バスケの不祥事によるバスケファンの流入、三大ネットワークとの放送契約などで、状況は好転する。リーグ経営は軌道に乗り、この時期から観客動員数は右肩上がりで上昇し始めた。そしてこの年、NBA元年以来の、新規参入チームが現れた。シカゴ・パッカーズ（後のワシントン・ウィザーズ）である。新たなチームの創設は、周囲がNBAを魅力ある市場と認識し始めた証でもあった。さらにレギュラーシーズンの試合数は3年連続で増加し、この年には79試合からさらに1試合追加され、80試合となった。

### ドラフト
ドラフトではウォルト・ベラミーが、シカゴ・パッカーズから全体1位指名を受けた。他にはトム・メシェリーらがNBA入りを果たしている。

## シーズン

### オールスター
- 開催日：2月16日
- 開催地：セントルイス
- オールスターゲーム　ウエスト 150－130 イースト
- MVP：ボブ・ペティット　（セントルイス・ホークス）

### イースタン・デビジョン
| チーム                         | 勝 | 負 | 勝率 | ゲーム差 |
| ------------------------------ | -- | -- | ---- | -------- |
| ボストン・セルティックス       | 60 | 20 | .750 | -        |
| フィラデルフィア・ウォリアーズ | 49 | 31 | .613 | 11       |
| シラキュース・ナショナルズ     | 41 | 39 | .513 | 19       |
| ニューヨーク・ニックス         | 29 | 51 | .363 | 31       |

### ウエスタン・デビジョン
| チーム                   | 勝 | 負 | 勝率 | ゲーム差 |
| ------------------------ | -- | -- | ---- | -------- |
| ロサンゼルス・レイカーズ | 54 | 26 | .675 | -        |
| シンシナティ・ロイヤルズ | 43 | 37 | .538 | 11       |
| デトロイト・ピストンズ   | 37 | 43 | .463 | 17       |
| セントルイス・ホークス   | 29 | 51 | .363 | 25       |
| シカゴ・パッカーズ       | 18 | 62 | .225 | 36       |

### スタッツリーダー
| 部門       | 選手                   | チーム                         | 記録  |
| ---------- | ---------------------- | ------------------------------ | ----- |
| 得点       | ウィルト・チェンバレン | フィラデルフィア・ウォリアーズ | 4,029 |
| リバウンド | ウィルト・チェンバレン | フィラデルフィア・ウォリアーズ | 2,052 |
| アシスト   | オスカー・ロバートソン | シンシナティ・ロイヤルズ       | 899   |
| FG%        | ウォルト・ベラミー     | シカゴ・パッカーズ             | 51.9  |
| FT%        | ドルフ・シェイズ       | シラキュース・ナショナルズ     | 89.9  |

※1969-70シーズン以前はアベレージではなく通算でスタッツリーダーが決められていた。

### 各賞
- 最優秀選手: ビル・ラッセル, ボストン・セルティックス
- ルーキー・オブ・ザ・イヤー: ウォルト・ベラミー, シカゴ・パッカーズ
- All-NBA First Team:
  - ウィルト・チェンバレン, フィラデルフィア・ウォリアーズ
  - ジェリー・ウェスト, ロサンゼルス・レイカーズ
  - エルジン・ベイラー, ミネアポリス・レイカーズ
  - ボブ・ペティット, セントルイス・ホークス
  - オスカー・ロバートソン, シンシナティ・ロイヤルズ

### シーズン概要
- 6年連続デビジョン優勝のセントルイス・ホークスが大幅に負け越し、プレーオフも逃した。かわって台頭してきたのが、エルジン・ベイラー、ジェリー・ウェスト擁するロサンゼルス・レイカーズだった。東の覇者、セルティックスはリーグ初の60勝を記録。
- ショットクロック導入以来天井知らずの上昇を続けるリーグ平均得点は、このシーズンには118.8得点を記録。これは2008年現在までの、NBA史上最高の数値である。

### 100
フィラデルフィア・ウォリアーズ所属のウィルト・チェンバレンが不滅の記録を打ち立てる。それは3月2日、ハーシーパーク・アリーナでの対ニューヨーク・ニックス戦、シーズン終盤の消化試合の一つで起こった。この日はニックスの先発センターが欠場したこともあり、チェンバレンの類稀なオフェンス力が思う存分発揮された。第3Q終了の時点でチェンバレンが積み重ねた得点は69得点。すでに敗北が確定していたニックスは、チェンバレンが大記録を打ち立てるのを恐れて、チェンバレン以外の選手にファウルを仕掛け、チェンバレンのシュート機会を減らそうとした。するとウォリアーズ側もファウル攻勢に打って出、時計を止めることでチェンバレンに得点させる機会を増やした。結果、試合はファウルの応酬となり、大変醜いものとなった。そして残り46秒、この日100得点目となるチェンバレンのスラムダンクがニックスのゴールに突き刺さった。その瞬間、興奮した観客200人以上がコートに押し寄せたため、チェンバレンはすぐにロッカールームへと引き下がった。試合は46秒を残したまま、169-147でウォリアーズが勝利した。
この日チェンバレンは63本のフィールドゴールを放ち36本を決め、さらに28本のフリースローを決めた。100得点も含め、これらは全て現在まで破られていないNBA記録である。さらに両チーム合わせた316得点も、当時のNBA記録だった（20年後のサンアントニオ・スパーズ対ミルウォーキー・バックス戦で更新される）。
このシーズンはチェンバレンの絶頂期だった。1試合100得点に加え、シーズン通算得点は4029得点を記録し、通算4000得点を突破した史上唯一の選手となった。アベレージは50.4得点25.7リバウンドを記録し、平均50得点を突破した選手としても史上唯一の存在となった。またNBAの1試合規定時間48分を越える、平均出場時間48.5分という珍記録も残している。

### トリプル・ダブル
チェンバレンの100得点に続き、個人記録の金字塔を打ち立てたのがオスカー・ロバートソンである。プロ2年目を迎えたロバートソンはアベレージで30.8得点11.4リバウンド12.5アシストを記録し、史上初めてシーズン平均トリプル・ダブルを達成した選手となった。1960年代はボストン・セルティックスの支配が続く中で、驚異的な個人記録が乱発された時期でもあった。

## プレーオフ・ファイナル
|  | デビジョン準決勝 | デビジョン準決勝 | デビジョン準決勝 |                |   | デビジョン決勝 | デビジョン決勝 | デビジョン決勝 |  |  | ファイナル | ファイナル | ファイナル |
|  |                  |                  |                  |                |   |                |                |                |  |  |            |            |            |
|  |                  |                  |                  |                |   |                |                |                |  |  |            |            |            |
|  |                  | 1                | レイカーズ       | 4              |   |                |                |                |  |  |            |            |            |
|  | Western Division | 1                | レイカーズ       | 4              |   |                |                |                |  |  |            |            |            |
|  |                  |                  | 3                | ピストンズ     | 2 |                |                |                |  |  |            |            |            |
|  | 3                | ピストンズ       | 3                | ピストンズ     | 2 | 3              |                |                |  |  |            |            |            |
|  | 3                | ピストンズ       |                  |                |   | 3              |                |                |  |  |            |            |            |
|  | 2                | ロイヤルズ       | 1                |                |   |                |                |                |  |  |            |            |            |
|  |                  |                  |                  |                |   |                |                |                |  |  | W1         | レイカーズ | 3          |
|  |                  |                  | E1               | セルティックス | 4 |                |                |                |  |  |            |            |            |
|  |                  |                  |                  |                |   |                |                |                |  |  |            |            |            |
|  |                  |                  |                  |                |   |                |                |                |  |  |            |            |            |
|  |                  | 1                | セルティックス   | 4              |   |                |                |                |  |  |            |            |            |
|  | Eastern Division | 1                | セルティックス   | 4              |   |                |                |                |  |  |            |            |            |
|  |                  |                  | 2                | ウォリアーズ   | 3 |                |                |                |  |  |            |            |            |
|  | 3                | ナショナルズ     | 2                | ウォリアーズ   | 3 | 2              |                |                |  |  |            |            |            |
|  | 3                | ナショナルズ     |                  |                |   | 2              |                |                |  |  |            |            |            |
|  | 2                | ウォリアーズ     | 3                |                |   |                |                |                |  |  |            |            |            |

### 61得点とミスショット
チェンバレンが100得点決めようと、ロバートソンが平均トリプルダブルを達成しようと、最後に笑うのはボストン・セルティックスであった。セルティックスが、ファイナルでは2度目の対決となるロサンゼルス・レイカーズとのシリーズを制し、前人未到の4連覇を達成した。
セルティックスとセントルイス・ホークスが覇を争った時代は終わり、セルティックスのライバルとして新たに台頭したのがレイカーズだった。ジョージ・マイカンの3連覇時代以後、一時はデビジョン最下位まで沈んだレイカーズは、エルジン・ベイラー、ジェリー・ウェストの獲得で再び優勝を競えるチームへと成長した。一方セルティックスは長期政権のさらなる延長を狙い、ボブ・クージー、ビル・シャーマン、ビル・ラッセル体制から、ラッセル、トム・ヘインソーン、サム・ジョーンズ体制へと移行していた。
2勝2敗のタイで迎えた第5戦では、エルジン・ベイラーがファイナル記録となる61得点を記録して、セルティックスを打ち破り、優勝に王手を掛けた。しかしロサンゼルスでの第6戦ではセルティックスが勝利し、ファイナルは第7戦に突入した。第7戦、100-100の同点で迎えた第4Q残り時間5秒。レイカーズのオフェンスに対し、セルティックスはベイラーとウェストにディフェンスを集中させた。ボールはフランク・セルヴィに託され、セルヴィは8フィートの近距離から完全なフリーの状態でシュートを打った。この瞬間は、レイカーズが1960年代の中で最も優勝に近づいた瞬間だった。セルヴィのシュートは無情にもリムに弾かれ、レイカーズの優勝は泡と消えた。試合はオーバータイムへと投入し、最後は110-107でセルティックスに軍配が挙がった。
この大一番でビル・ラッセルはファイナル記録となる40リバウンドを記録した。ラッセルはシリーズ通算189リバウンドでもファイナル記録を打ち立てた。レイカーズはこの年を皮切りに、セルティックスに立て続けにファイナルで敗北するため、セルヴィのラストショットは痛恨のミスショットとして記憶されることとなった。

## ラストシーズン
- カール・ブラウン　（1947-62）
- ジョー・グラボウスキー　（1948-62）
- ポール・アリジン　（1950-62）　フィラデルフィア・ウォリアーズ一筋でプレイした。ルーキーイヤー以外では平均20得点を下回ったことは無く、ラストシーズンも21.9得点を記録したが、ウォリアーズがサンフランシスコに移転するのに伴い引退した。
- ラリー・フォウスト　（1950-62）